# Clifton Beach (Queensland)
Clifton Beach ist ein nördlicher Vorort der nordostaustralischen Stadt Cairns im Bundesstaat Queensland. 2021 lebten dort etwa 3200 Einwohner. Clifton Beach ist hauptsächlich ein Wohnvorort.

## Geographie
Clifton Beach liegt etwa 22 Kilometer nördlich des Stadtzentrums von Cairns am Korallenmeer. Westlich bilden die Berge der Macallister Range mit dem Kuranda State Forest (→Kuranda) die Grenze. Im Süden liegt der Vorort Kewarra Beach und im Norden schließt sich Palm Cove an. Der Captain Cook Highway führt durch den Ort.
Im Osten wird der Vorort durch einen langen Sandstrand begrenzt. Der von Erosion betroffene Strand ist vor allem im Süden nur wenig breit und dort bei Flut fast vollends unter Wasser. Zur Verhinderung von Erosionsschäden wird er durch Felsaufwerfungen geschützt. Zum Baden ist er nur bedingt geeignet, da er oft von Krokodilen besucht wird. Im ersten Kalenderhalbjahr kommen dazu sogenannte „Stinger“-Quallen. Die Berührung mit deren Tentakeln verursacht oft erhebliche Schmerzen und gelegentlich sogar Lebensgefahr. Im Norden des Strandes gibt es ein durch Netze geschützte Badeeinrichtung, die auch hinreichend Schutz vor Krokodilen anbietet. Auch gibt es einige Grillplätze.

### Karten

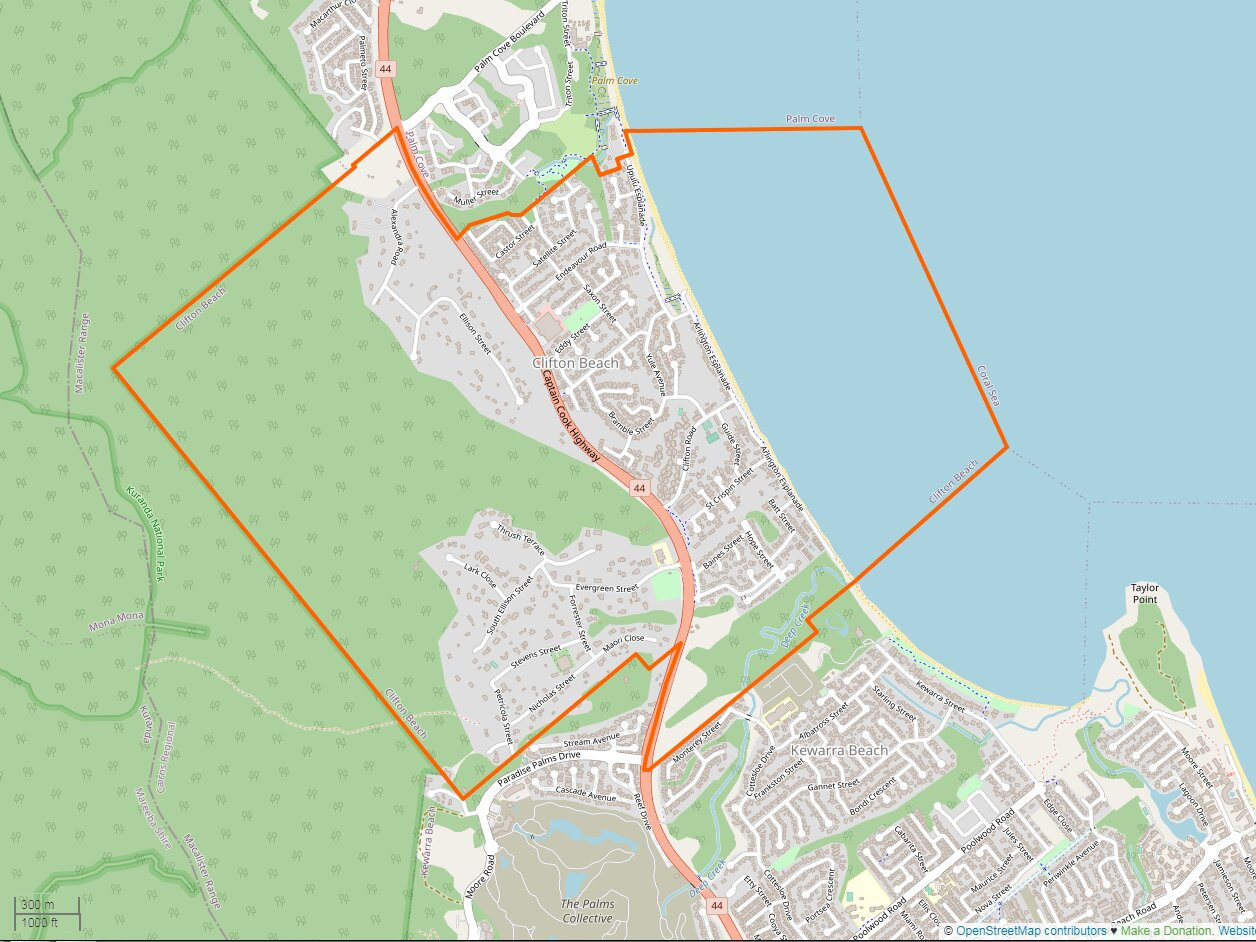
Karte von Clifton Beach
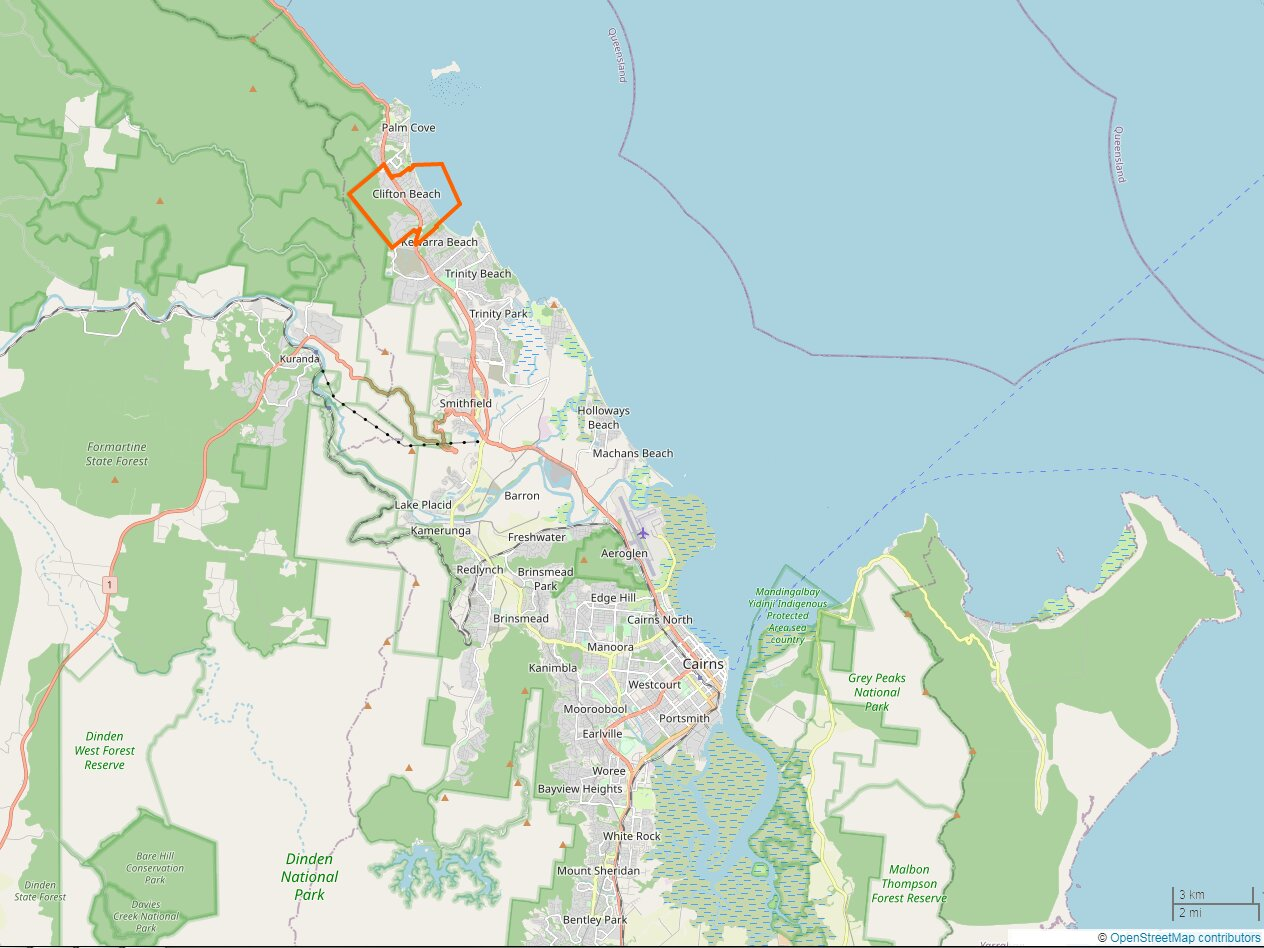
Karte von Clifton Beach in der Region Cairns

## Demographische Daten
Nach der Volkszählung von 2021 haben die 3192 Bewohner ein Median-Alter von 48 Jahre und leben in 1671 Wohnungen, zumeist in der großen Mehrzahl in Einfamilienhäusern. Das Durchschnittseinkommen der Haushalte beträgt knapp 1500 Australische Dollar pro Woche. Knapp 25 % der Einwohner über 15 haben einen Hochschulabschluss.

## Geschichte
In den frühen Nachkriegsjahren legte der Zuckerrohrbauer William Fairweather eine Zufahrtsstraße zu seiner Farm an. Der seinerzeitige Mulgrave Shire Council benannte die Gegend nach dem Geburtsort seiner Frau, die aus in Clifton in den Darling Downs im Süden von Queensland stammt. Alternativ wird angenommen, dass der Vorort nach Clifton in Perthshire, Schottland, dem Geburtsort von Mary Hunter Smart, einer Siedlerin um 1880, benannt wurde.
Am 2. Mai 1959 wurde Clifton Beach offiziell zu einem Ort erklärt. 1969 wurde ein Postamt eröffnet. In den 1970er Jahren wurde mit der Bebauung und dem Ausbau der Straßen begonnen. In den 1980er Jahren gab es drei Wohnwagenparks und eine quallensichere Badeanlage. Clifton Beach war eine Mischung aus Wohn- und Urlaubsort mit ländlicher Atmosphäre.
An der dem Strand entlangführenden Arlington Esplanade gibt es ältere Häuser und touristische Einrichtungen aus dieser Zeit. Ein Stück zurück von der Esplanade wurde ein Gemeindezentrum errichtet, und in den örtlichen Geschäften wurde Waren des täglichen Bedarfs sowie Kunst und Handwerk angeboten. Der Zoo „Wild World“, später „Cairns Tropical Zoo“ bezeichnet, wurde am Captain Cook Highway eröffnet und zog Verkehr an.
In der zweiten Hälfte der 1980er Jahre nahm die Bevölkerung um etwa zwei Drittel zu. Das Wachstum hielt bis in die 2000er Jahre an. Es entstand eine Vorstadt der mittleren bis gehobenen Klasse mit einer großen Zahl von Ruheständlern. Das Gebiet zwischen dem Highway und dem Strand wurde fast vollständig bebaut, während die andere Seite des Highways, die an den Kuranda State Forest grenzt und rund zwei Drittel der Fläche von Clifton Beach auchmacht, großteils unbebaut blieb.
Am Captain Cook Highway entstand ein Einkaufszentrum. Bei einer Erweiterung 2004 kam ein Supermarket der nationalen Coles-Kette dazu, was den Vorort noch attraktiver machte und der auch Einkaufslustige aus den benachbarten Vororten anzieht. Das nächste größere Einkaufszentrum ist auf etwa halben Weg nach Cairns in Smithfield.
Der Medianpreis für Häuser mit drei Schlafzimmern betrug zwischen Oktober 2021 und September 2022 ca. $ 720.000, der Median für Mieten betrug im entsprechenden Zeitraum $ 600 pro Woche.

## Einrichtungen
Schulen und dergleichen gibt es in Clifton Beach nicht. Das Postamt ist im Einkaufszentrum, dem Clifton Village Shopping Centre, das über die Endeavour Road zugänglich ist und wo sich auch Ärzte, einige weitere Geschäfte für den lokalen Bedarf und Restaurants finden. Letztere schließen bereits früh. Mehr Restaurationsbetriebe gibt es im touristischer ausgelegten Palm Cove, etwa zwei bis drei Kilometer entfernt. Es gibt einige wenige Unterkünfte für Fremde. Im Süden von Clifton Beach gibt es noch ein Bar und Grill-Restaurant.

## Bilder

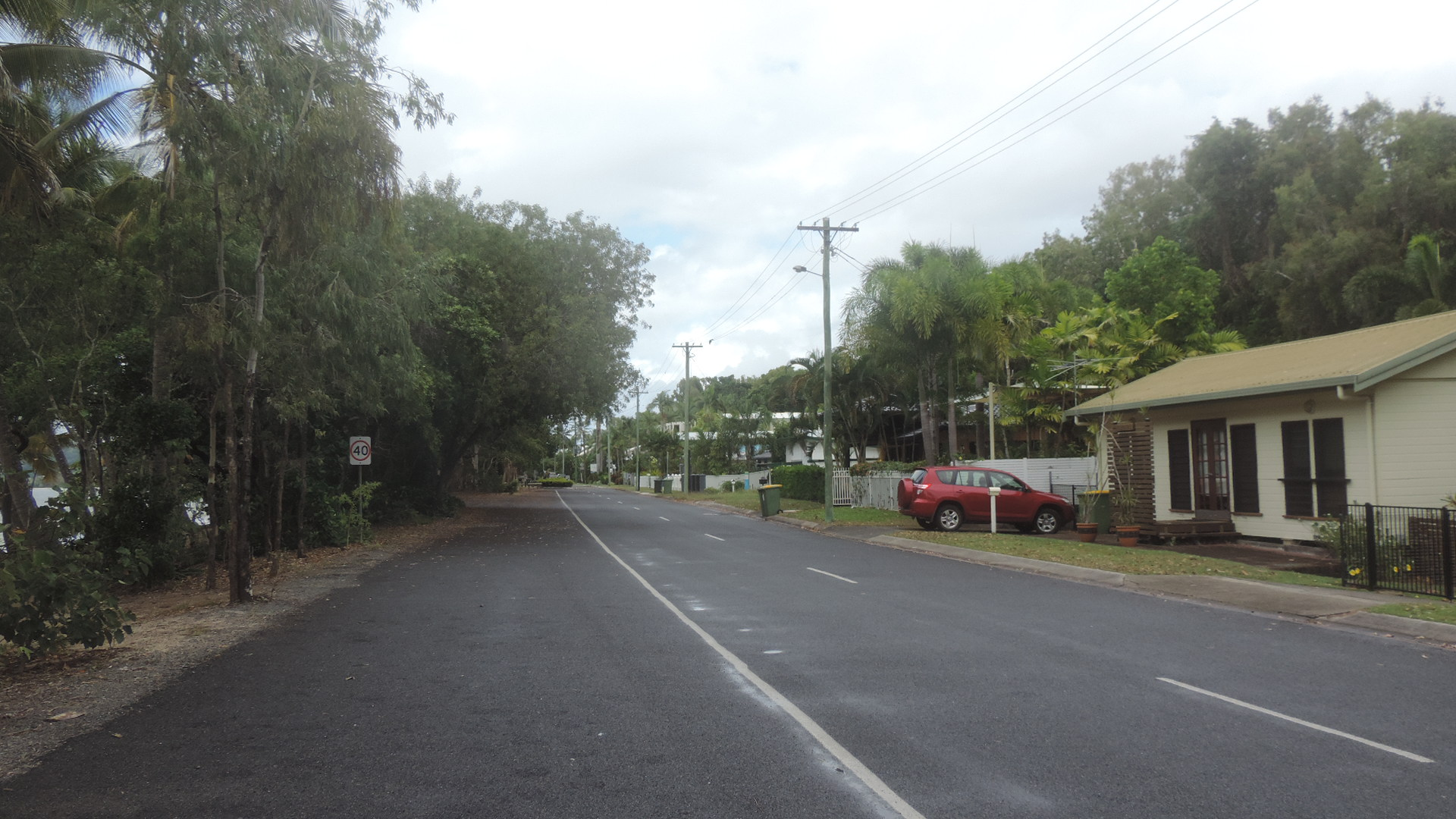
Arlington Esplanade, 2018
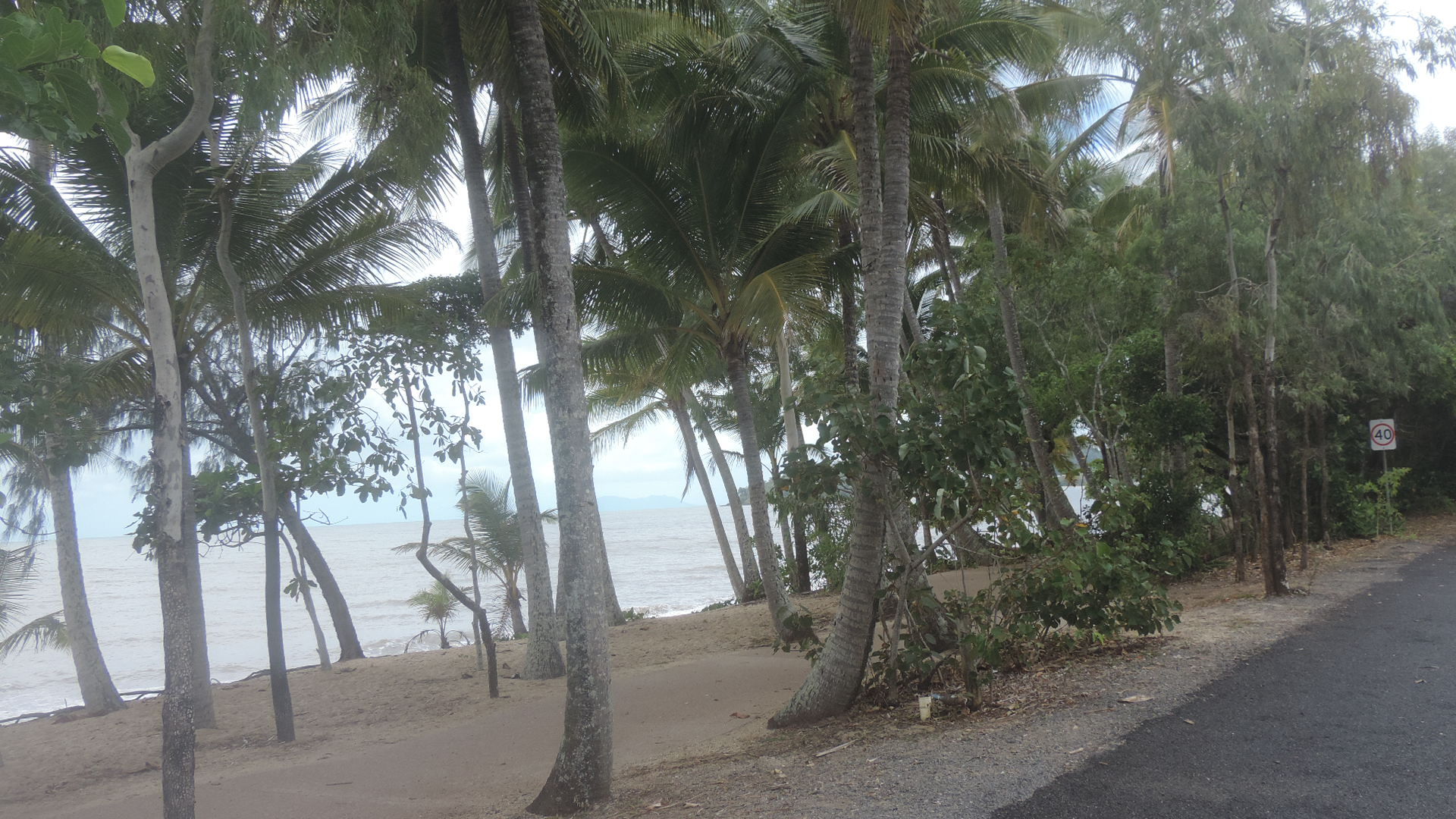
Arlington Esplanade mit Strand 2018
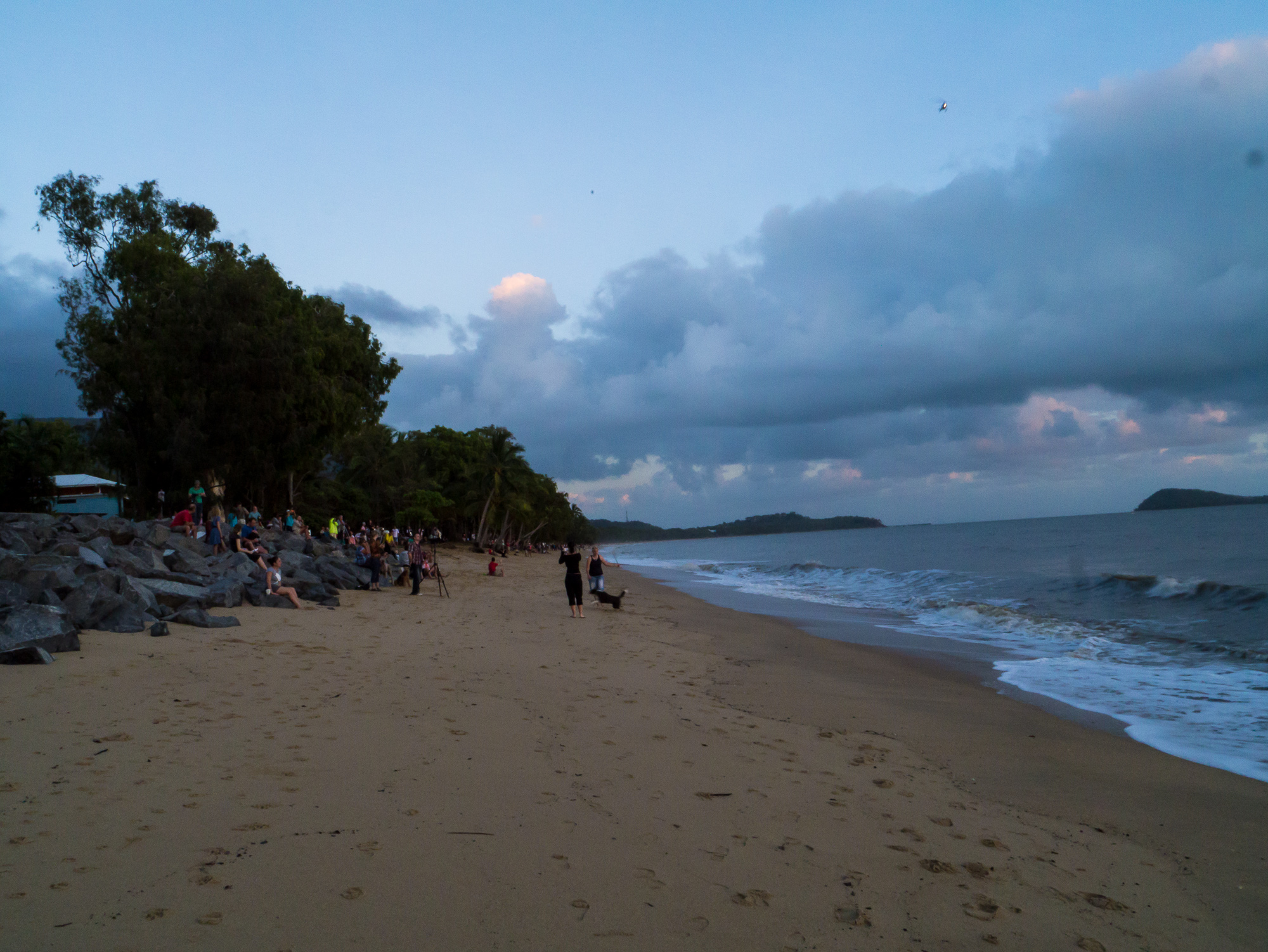
Beobachter einer Sonnenfinsternis ca. 2016
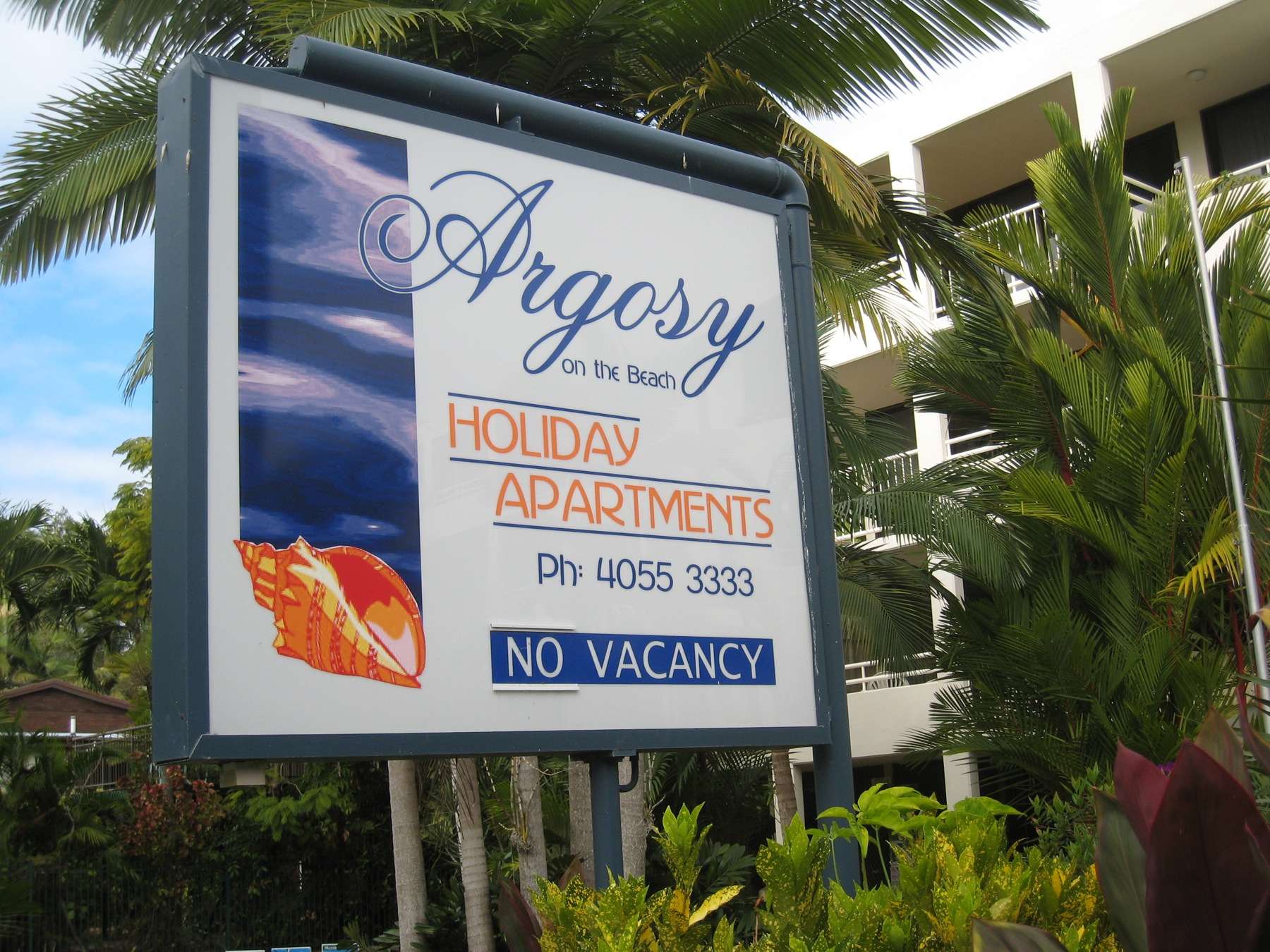
Ferienappartements an der Arlington Esplanade, 2008